# Stegna
Stegna [pronunciación en polaco: /ˈstɛɡna/] es un pueblo ubicado en el distrito administrativo de Gmina Iłów, dentro del Condado de Sochaczew, Voivodato de Mazovia, en el este de Polonia central. Se encuentra aproximadamente a 19 kilómetros al noroeste de Sochaczew y a 68 kilómetros al oeste de Varsovia.